# Pontogeneia longleyi
Pontogeneia longleyi är en kräftdjursart. Pontogeneia longleyi ingår i släktet Pontogeneia och familjen Eusiridae. Inga underarter finns listade i Catalogue of Life.